# 羅素350指數
羅素350指數（LSE：NMX）是由羅素100指數和羅素250指數成分股組成的市值加權股票市場指數。該指數由倫敦證券交易所集團的子公司FTSE Russell維護。

## 歷史
羅素350指數成立於1992年，由伦敦证券交易所指数部门通過进一步分解英国金融时报全股精算指数推出。它包括所有在羅素250指數及羅素100指數中的上市公司，佔倫敦證券交易所(LSE)市值的90%。

## 計算
羅素350指數是一種價格指數，在倫敦證券交易所當地時間8:00至16:30（歐洲中部時間9:00至17:30）的交易時間內實時更新，並每分鐘發布一次。投資範圍包括所有在倫敦證券交易所上市的總部位於英國的公司，並基於股價、權利收入和特別付款進行調整。股息支付、股票分割等公司行為則對指數沒有影響。為了創建選擇列表，投資領域中的公司按市值從第350位到第1位的降序排列。而羅素350指數的成分股於3月、6月、9月和12月每季度進行一次審核。

## 延伸閱讀
- FTSE 350 Index （页面存档备份，存于） 雅虎財經